# NBA-Draft 1968
Der NBA-Draft 1968 wurde am 3. April 1968 (1. Draft-Runde) sowie am 8. und 10. Mai 1968 (2. bis 21. Draft-Runden) in New York City durchgeführt. Insgesamt gab es 21 Runden.
An erster Position wurde Elvin Hayes von den San Diego Rockets ausgewählt. Von den insgesamt 214 ausgewählten Spielern absolvierten 50 mindestens ein NBA-Spiel. Elvin Hayes und Wes Unseld sind diejenigen Spieler aus diesem Draft, die in die Naismith Memorial Basketball Hall of Fame aufgenommen wurden.

## Draftpicks
- Mitglieder der Naismith Memorial Basketball Hall of Fame sind farblich hervorgehoben

| Runde | Pick | Spieler (Position)     | Nat.               | NBA Team               | vorheriges Team/College                    |
| ----- | ---- | ---------------------- | ------------------ | ---------------------- | ------------------------------------------ |
| 1     | 1    | Elvin Hayes (F/C)      | Vereinigte Staaten | San Diego Rockets      | University of Houston                      |
| 1     | 2    | Wes Unseld (F/C)       | Vereinigte Staaten | Baltimore Bullets      | University of Louisville                   |
| 1     | 3    | Bob Kauffman (F/C)     | Vereinigte Staaten | Seattle SuperSonics    | Guilford College                           |
| 1     | 4    | Tom Boerwinkle (C)     | Vereinigte Staaten | Chicago Bulls          | University of Tennessee                    |
| 1     | 5    | Don Smith 1 (F/C)      | Vereinigte Staaten | Cincinnati Royals      | Iowa State University                      |
| 1     | 6    | Otto Moore (F/C)       | Vereinigte Staaten | Detroit Pistons        | University of Texas–Pan American           |
| 1     | 7    | Charlie Paulk (F/C)    | Vereinigte Staaten | Milwaukee Bucks        | Northeastern State University              |
| 1     | 8    | Gary Gregor (F/C)      | Vereinigte Staaten | Phoenix Suns           | University of South Carolina               |
| 1     | 9    | Ron Williams (G)       | Vereinigte Staaten | San Francisco Warriors | West Virginia University                   |
| 1     | 10   | Bill Hosket (F/C)      | Vereinigte Staaten | New York Knicks        | Ohio State University                      |
| 1     | 11   | Bill Hewitt (F)        | Vereinigte Staaten | Los Angeles Lakers     | University of Southern California          |
| 1     | 12   | Don Chaney (G)         | Vereinigte Staaten | Boston Celtics         | University of Houston                      |
| 1     | 13   | Skip Harlicka (G)      | Vereinigte Staaten | Atlanta Hawks          | University of South Carolina               |
| 1     | 14   | Shaler Halimon (G/F)   | Vereinigte Staaten | Philadelphia 76ers     | Utah State University                      |
| 2     | 15   | John Trapp (F)         | Vereinigte Staaten | San Diego Rockets      | Nevada Southern University                 |
| 2     | 16   | Art Harris (G)         | Vereinigte Staaten | Seattle SuperSonics    | Stanford University                        |
| 2     | 17   | Loy Petersen (G)       | Vereinigte Staaten | Chicago Bulls          | Oregon State University                    |
| 2     | 18   | Bob Quick (G/F)        | Vereinigte Staaten | Baltimore Bullets      | Xavier University (Cincinnati)             |
| 2     | 19   | Ron Dunlap (C)         | Vereinigte Staaten | Chicago Bulls          | University of Illinois at Urbana-Champaign |
| 2     | 20   | Manny Leaks (F/C)      | Vereinigte Staaten | Detroit Pistons        | Niagara University                         |
| 2     | 21   | Dick Cunningham (C)    | Vereinigte Staaten | Phoenix Suns           | Murray State University                    |
| 2     | 22   | Gene Moore (F/C)       | Vereinigte Staaten | Milwaukee Bucks        | Saint Louis University                     |
| 3     | 23   | Stu Lantz (G)          | Vereinigte Staaten | San Diego Rockets      | University of Nebraska-Lincoln             |
| 3     | 27   | Pat Frink (G)          | Vereinigte Staaten | Cincinnati Royals      | University of Colorado Boulder             |
| 3     | 28   | Fred Foster (F)        | Vereinigte Staaten | Cincinnati Royals      | Miami University                           |
| 3     | 30   | Don May (F)            | Vereinigte Staaten | New York Knicks        | University of Dayton                       |
| 3     | 31   | Dave Newmark (C)       | Vereinigte Staaten | Chicago Bulls          | Columbia University                        |
| 3     | 32   | Garfield Smith (F/C)   | Vereinigte Staaten | Boston Celtics         | Eastern Kentucky University                |
| 3     | 35   | Sam Williams (G)       | Vereinigte Staaten | Milwaukee Bucks        | University of Iowa                         |
| 4     | 37   | Harry Barnes (F)       | Vereinigte Staaten | San Diego Rockets      | Northeastern University                    |
| 4     | 39   | Mike Lynn (F)          | Vereinigte Staaten | Chicago Bulls          | University of California, Los Angeles      |
| 4     | 42   | Rich Niemann (C)       | Vereinigte Staaten | Detroit Pistons        | Saint Louis University                     |
| 4     | 45   | Ed Biedenbach (G)      | Vereinigte Staaten | Los Angeles Lakers     | North Carolina State University            |
| 4     | 46   | Rich Johnson (C)       | Vereinigte Staaten | Boston Celtics         | Grambling State University                 |
| 4     | 49   | Rich Jones (F/C)       | Vereinigte Staaten | Phoenix Suns           | Memphis State University                   |
| 4     | 50   | Greg Smith (F)         | Vereinigte Staaten | Milwaukee Bucks        | Western Kentucky University                |
| 5     | 52   | Al Hairston (G)        | Vereinigte Staaten | Seattle SuperSonics    | Bowling Green State University             |
| 5     | 57   | Jim Eakins (C)         | Vereinigte Staaten | San Francisco Warriors | Brigham Young University                   |
| 6     | 70   | Wally Anderzunas (F/C) | Vereinigte Staaten | Detroit Pistons        | Creighton University                       |
| 6     | 71   | Bob Allen (F)          | Vereinigte Staaten | San Francisco Warriors | Marshall University                        |
| 6     | 76   | Chuck Williams (G)     | Vereinigte Staaten | Philadelphia 76ers     | University of Colorado Boulder             |
| 6     | 77   | Rod Knowles (F/C)      | Vereinigte Staaten | Phoenix Suns           | Davidson College                           |
| 7     | 79   | Rick Adelman (G)       | Vereinigte Staaten | San Diego Rockets      | Loyola Marymount University                |
| 8     | 96   | Barry Orms (G)         | Vereinigte Staaten | Baltimore Bullets      | Saint Louis University                     |
| 10    | 122  | Joe Kennedy (F)        | Vereinigte Staaten | Seattle SuperSonics    | Duke University                            |
| 10    | 131  | Dwight Waller (F)      | Vereinigte Staaten | Atlanta Hawks          | Tennessee State University                 |
| 11    | 136  | Jim Marsh (F)          | Vereinigte Staaten | Seattle SuperSonics    | University of Southern California          |
| 11    | 147  | Ron Boone (G/F)        | Vereinigte Staaten | Phoenix Suns           | Idaho State University                     |
| 13    | 162  | Bud Ogden (F)          | Vereinigte Staaten | Seattle SuperSonics    | Santa Clara University                     |
| 13    | 163  | Herm Gilliam (G/F)     | Vereinigte Staaten | Chicago Bulls          | Purdue University                          |
| 15    | 187  | Johnny Baum (F)        | Vereinigte Staaten | Los Angeles Lakers     | Temple University                          |
| 17    | 202  | Milt Williams (G)      | Vereinigte Staaten | New York Knicks        | Lincoln University (Missouri)              |